# Place Jean-Pelletier
La place Jean-Pelletier est une place publique de la ville de Québec. 

## Description
Située face à la gare du Palais, elle longe la rue Saint-Paul. Le terrain, qui inclut un stationnement adjacent, est d'une superficie totale de 14 144 m2. La Ville de Québec en est le propriétaire.
La place est divisée en deux parties. À l'ouest, face à la gare, elle est principalement gazonnée. À l'est, face à l'édifice de la Santé et du Bien-être social, elle est plus boisée. Ses allées sont bordées par des bancs et des aménagements floraux. On y trouve deux œuvres d'art : la fontaine Éclatement II et un ensemble de chaises nommé Rêver le Nouveau Monde.

## Historique

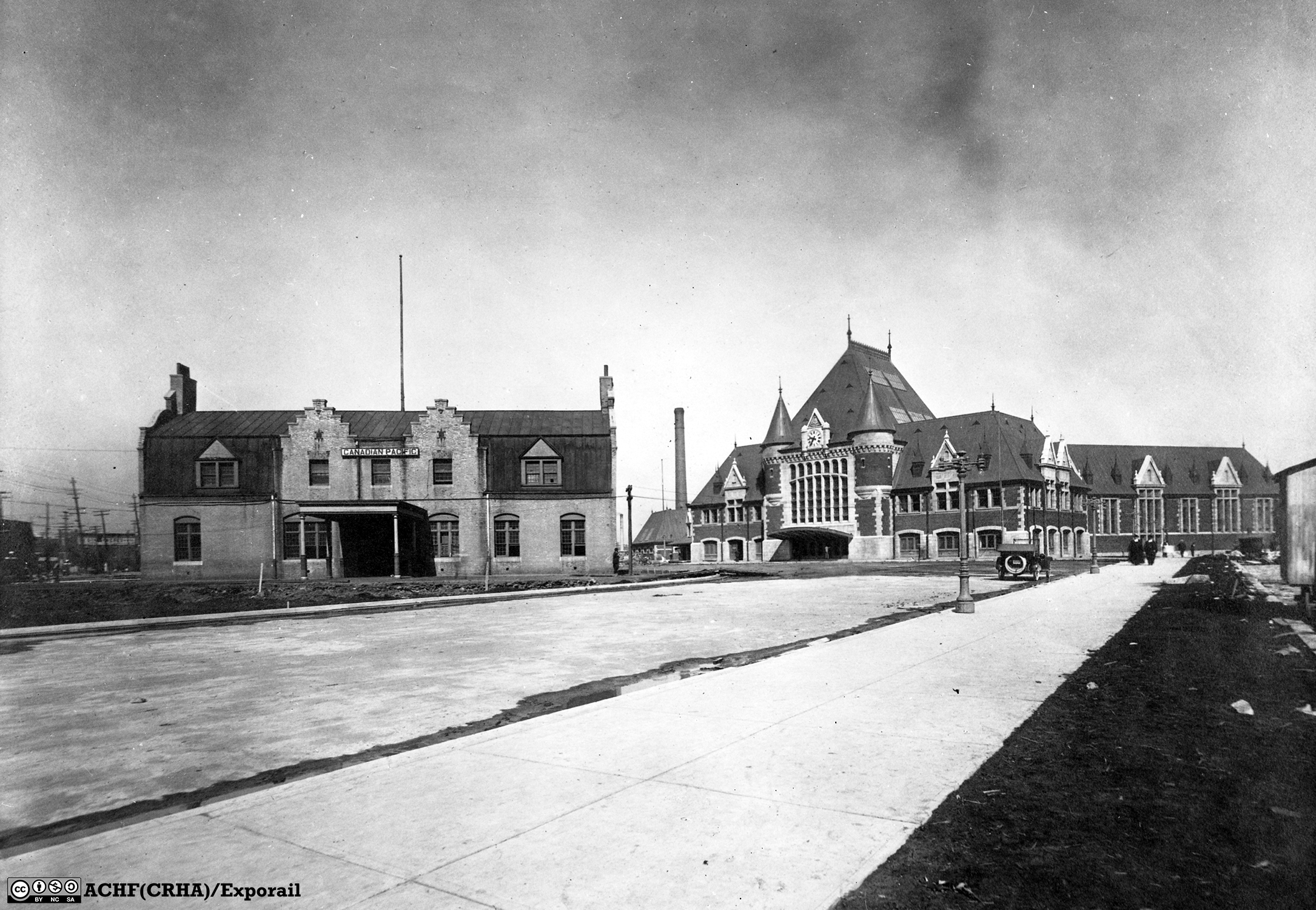
La première gare de Québec (à gauche) occupait le site actuel de la place jusqu'au début du 20e siècle.

L'emplacement de la place Jean-Pelletier a connu de nombreuses phases d'occupation entre 1625 et aujourd'hui. On retrouve la phase du port Saint-Nicolas, celle du chantier naval du Roi, celle des chantiers maritimes, celle du marché Saint-Paul et celle de son occupation actuelle. Les berges de la rivière Saint-Charles occupait initialement le lieu aujourd'hui occupé par la place. À l'époque du Régime français s'y trouvait un chantier naval du roi. L'espace est ensuite occupé par le marché Saint-Paul, puis par la première gare ferroviaire. Après la construction de l'actuelle gare en 1914, l'espace devient un petit terre-plein. On y implante ensuite un stationnement.
Le parc est inauguré le 3 juillet 1998 sous le nom de « place de la Gare » à l'occasion du 390e anniversaire de la ville. Sa conception fut réalisée par la Commission de la capitale nationale du Québec parallèlement à un réaménagement de la rue Saint-Paul par la Ville de Québec.
Le 16 juin 2014, la place est renommée en mémoire de Jean Pelletier, maire de Québec entre 1977 et 1989.

## Monuments
La fontaine Éclatement II, crée par Charles Daudelin, trône au centre de la place. Elle est en quelque sorte la sœur de la fontaine de l'Embâcle, également conçue par Daudelin et érigée à Paris en 1984 sur la place du Québec.

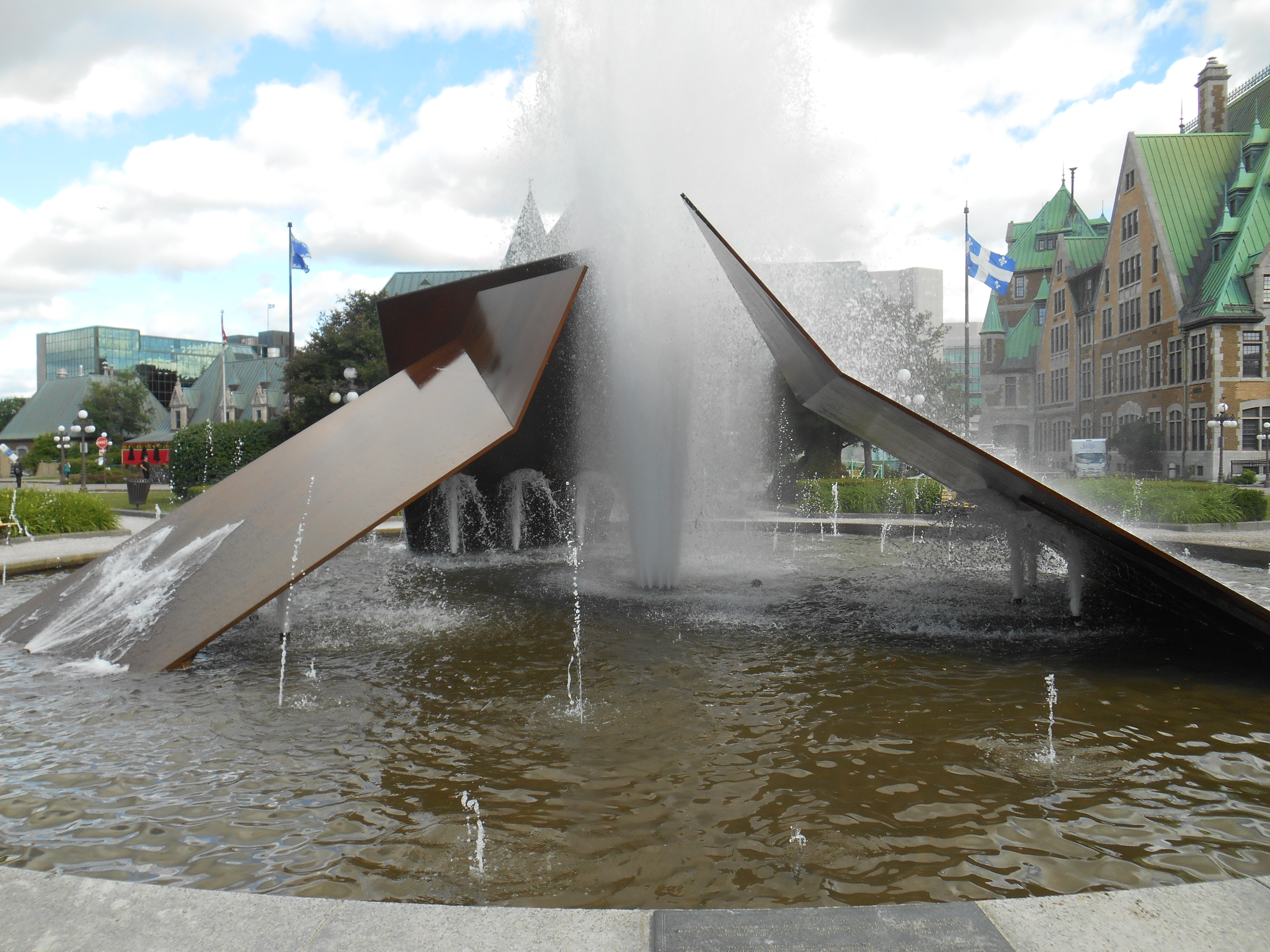
Éclatement II.
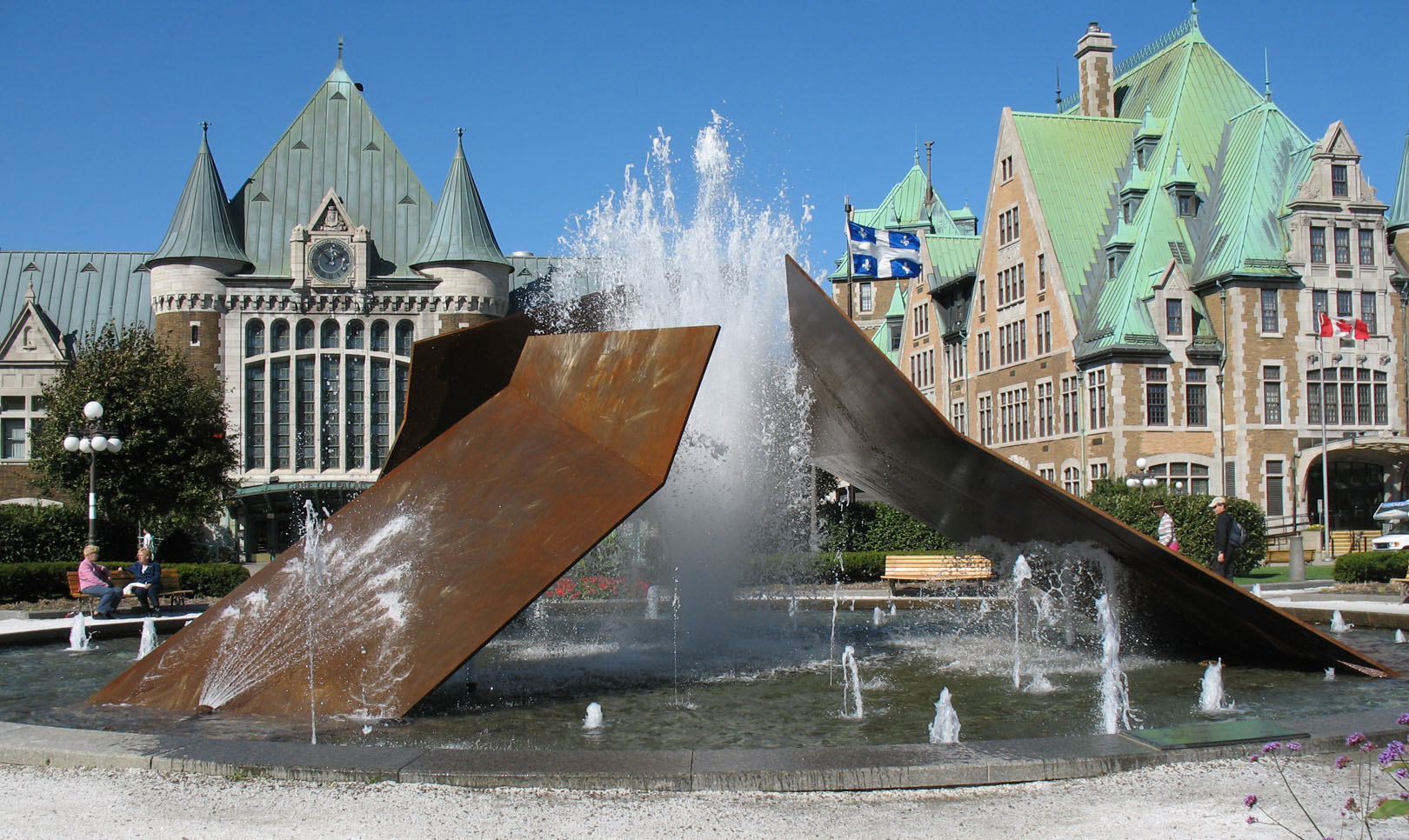
Éclatement II.
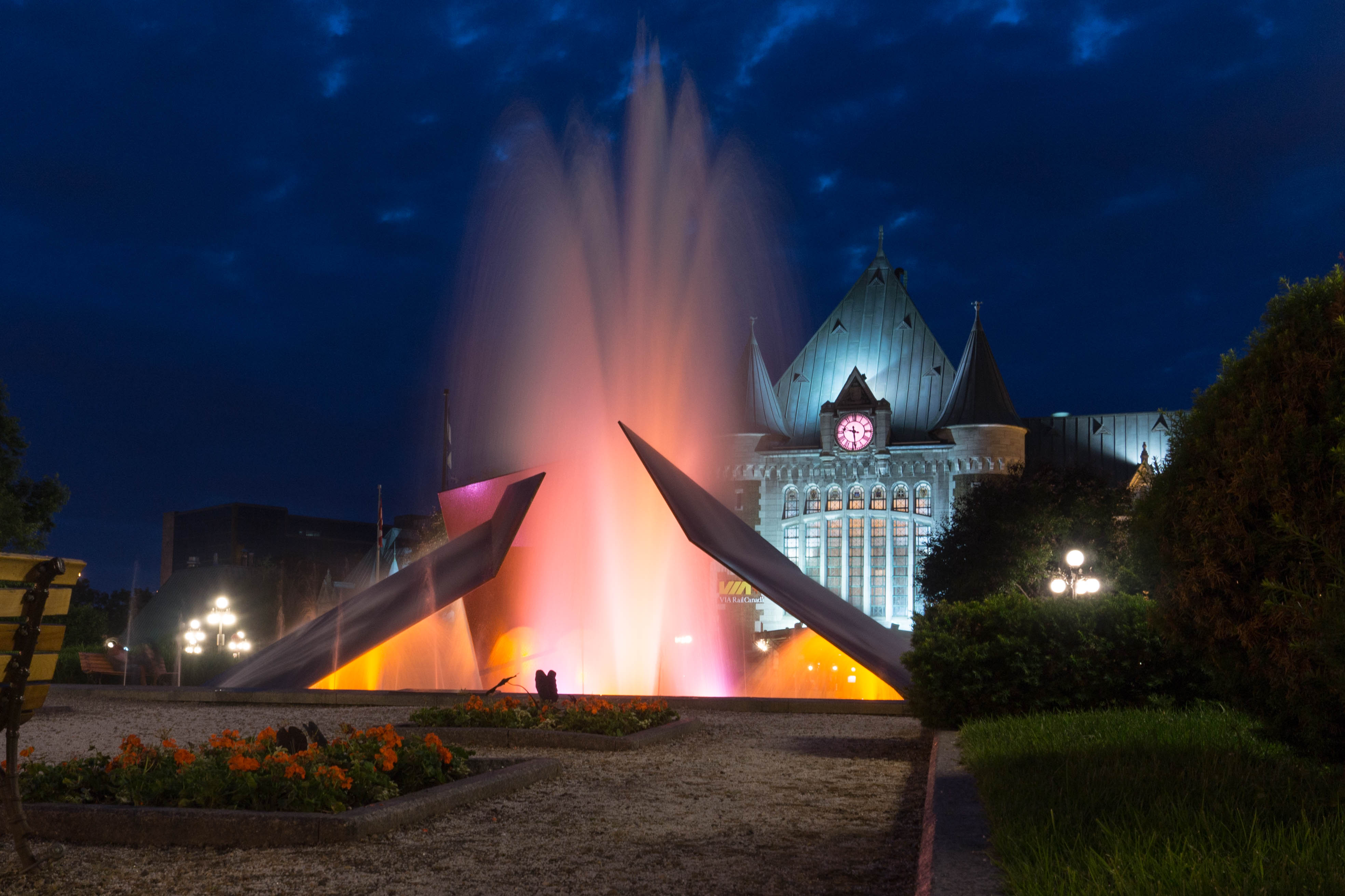
Éclairage nocturne.

La place accueille également l’œuvre Rêver le Nouveau Monde de Michel Goulet. Elle est inaugurée le 14 juin 2008 dans le cadre du 400e anniversaire de Québec en tant que cadeau de la ville de Montréal. Il s'agit de 40 chaises où sont gravées des textes d'auteurs québécois.

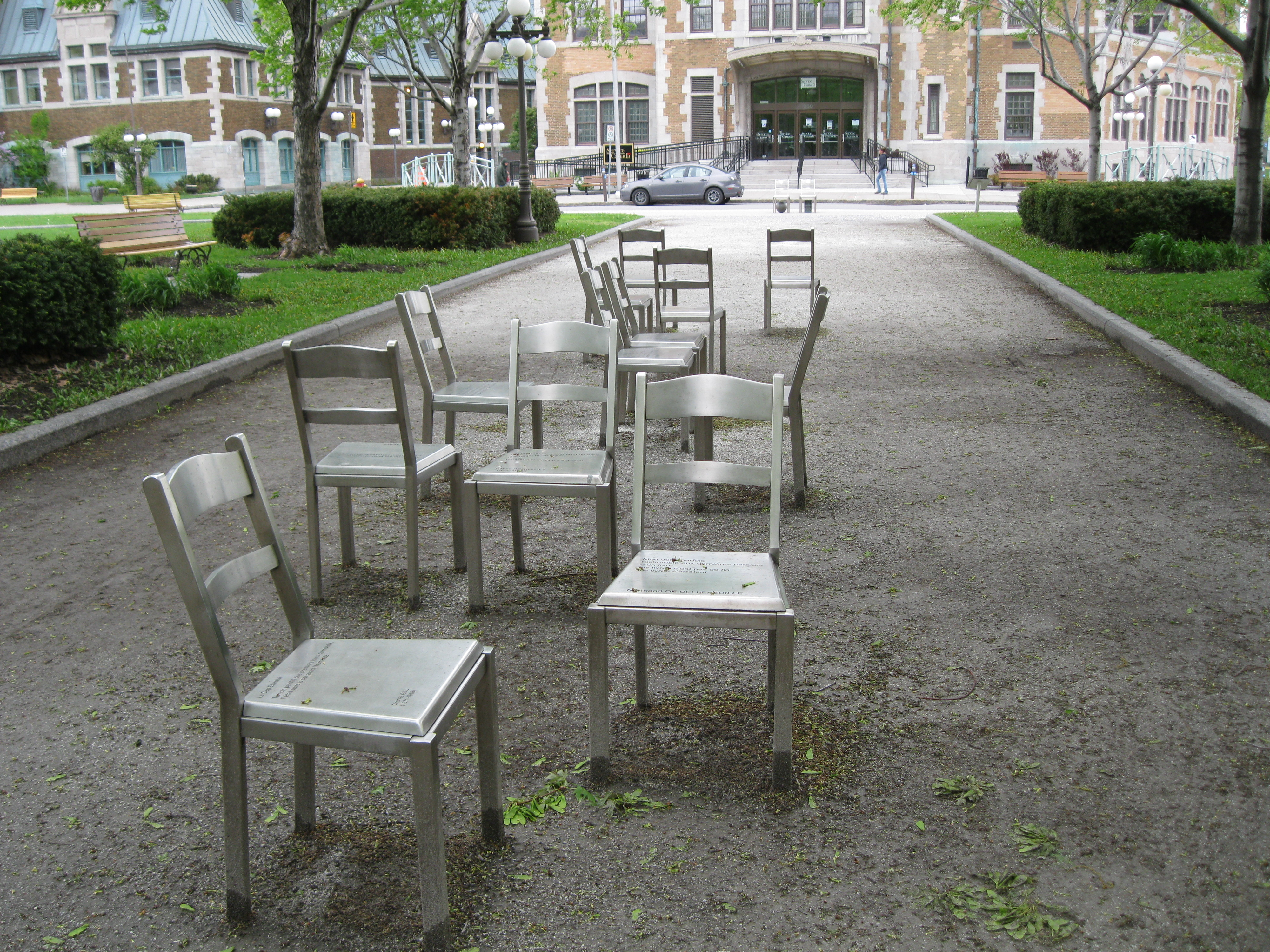
Rêver le Nouveau Monde.
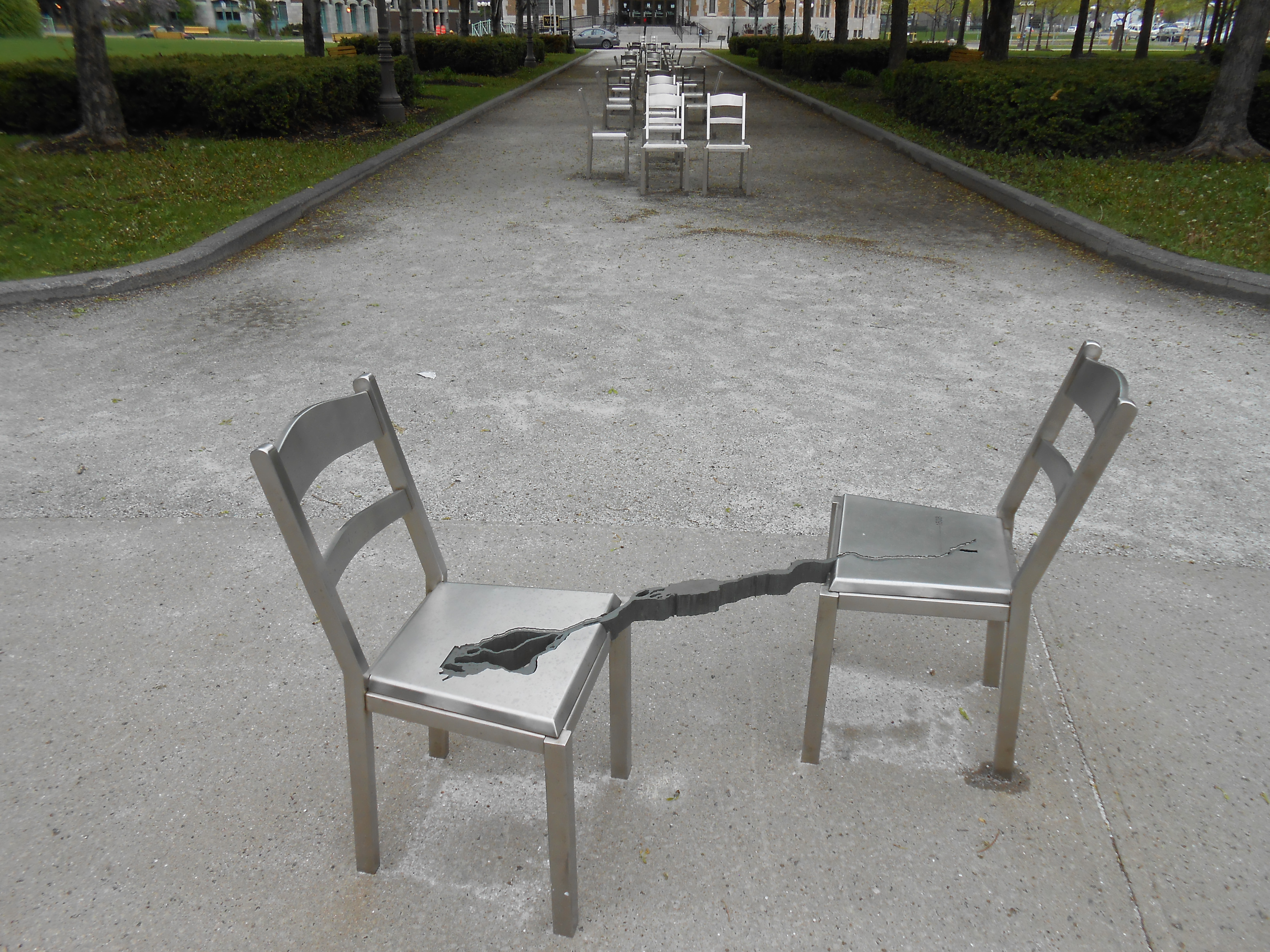
Chaises reliées par le tracé du fleuve Saint-Laurent entre Québec et Montréal.
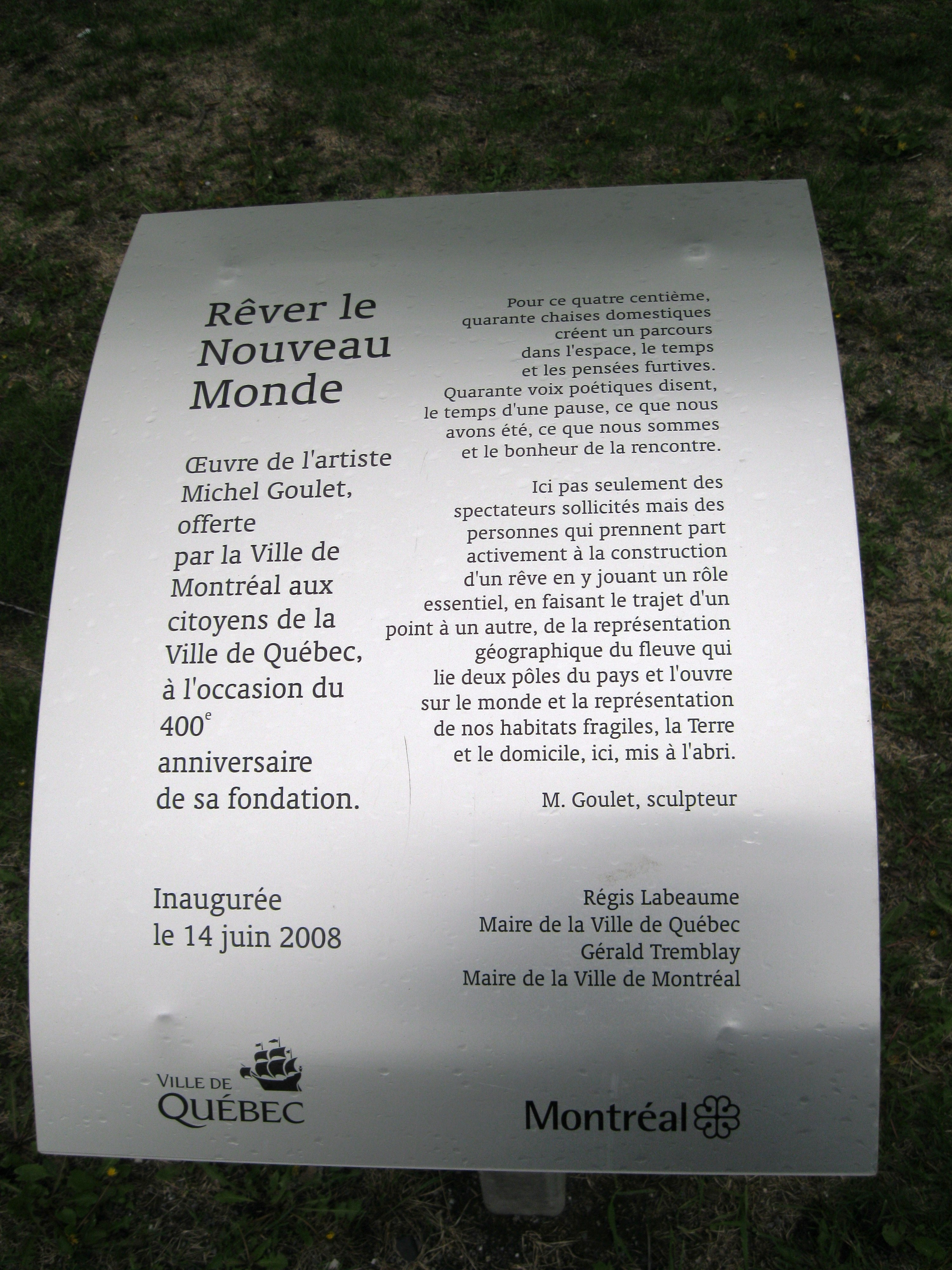
Panneau explicatif.
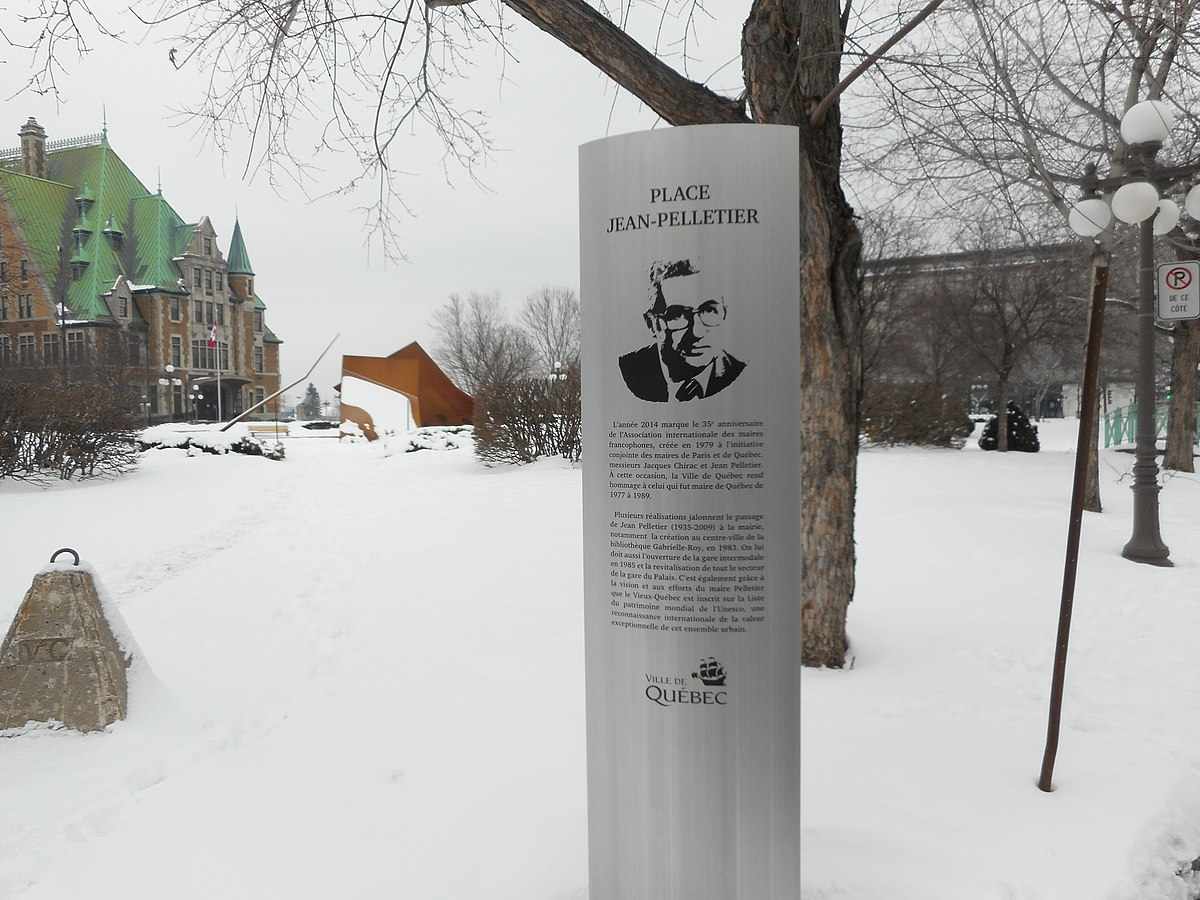
Place Jean-Pelletier.